# Nowa Tschortoryja
Nowa Tschortoryja (ukrainisch Нова Чортория; russisch Новая Чертория Nowaja Tschertorija) ist ein Dorf im Südwesten der ukrainischen Oblast Schytomyr mit etwa 1800 Einwohnern (2001).

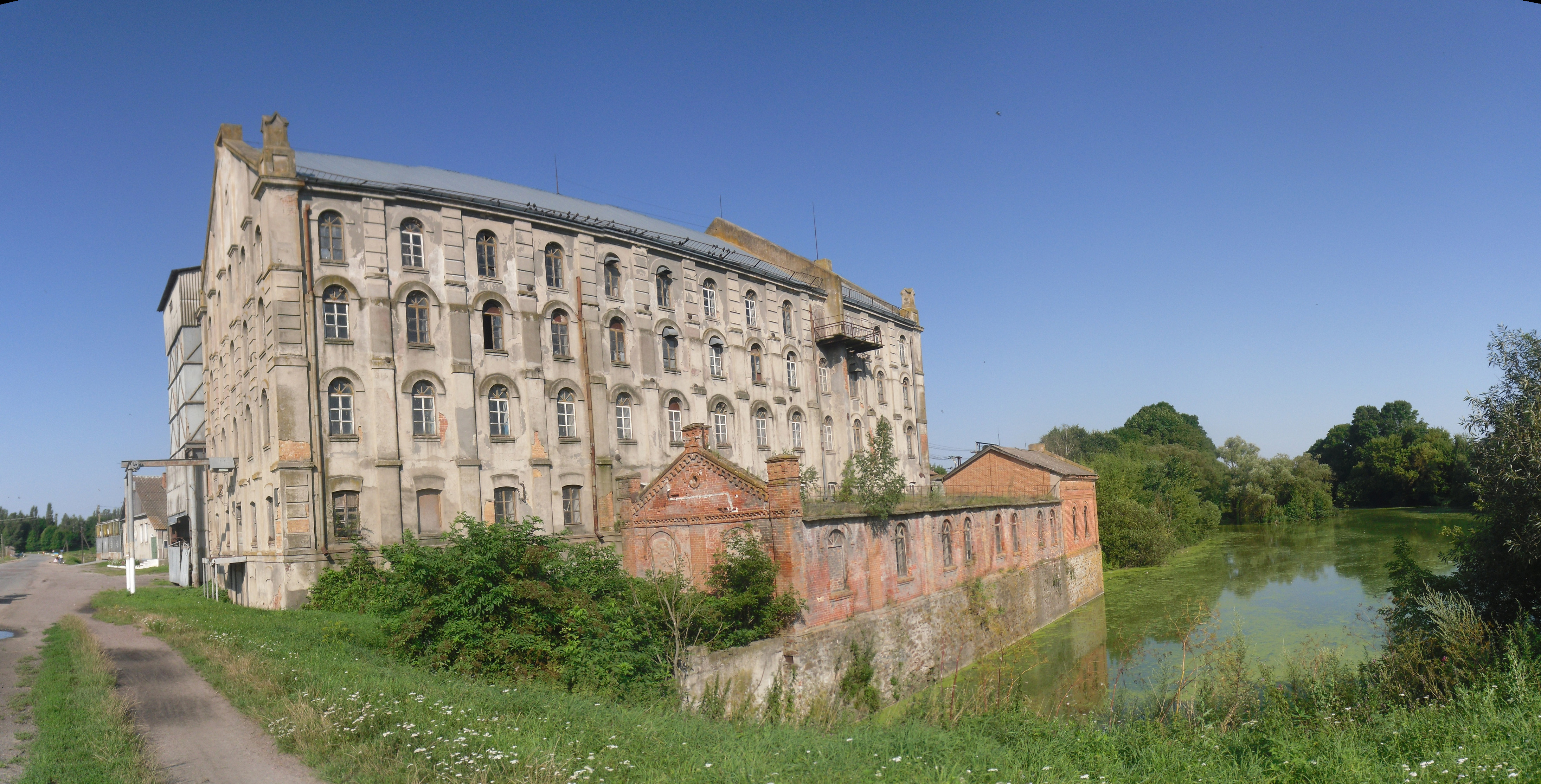
Dampfmühle am Ufer des Slutsch

Das erstmals im 15. Jahrhundert schriftlich erwähnte Dorf liegt auf einer Höhe von 243 m am Ufer des Slutsch, einem 451 km langen Nebenfluss der Horyn, 16 km nördlich vom ehemaligen Rajonzentrum Ljubar und 80 km südwestlich vom Oblastzentrum Schytomyr.
Am 1. Juni 2020 wurde das Dorf ein Teil der Siedlungsgemeinde Ljubar, bis dahin bildete es die gleichnamige Landratsgemeinde Nowa Tschortoryja (Новочорторийська сільська рада/Nowotschortoryjska silska rada) im Norden des Rajons Ljubar.
Am 17. Juli 2020 kam es im Zuge einer großen Rajonsreform zum Anschluss des Rajonsgebietes an den Rajon Schytomyr.

## Sehenswürdigkeiten
Im Dorf liegt ein Park mit der Grabkirche der Familie Orschewski und dem zu Beginn des 19. Jahrhunderts erbauten, barocken und später im pseudo-byzantinischen Stil restaurierten Palast Sadyba Pruschynskych-Orschewskych (Садиба Прушинських-Оржевських). Er ist ein Architekturdenkmal von nationaler Bedeutung und beherbergt seit den 1920er Jahren eine Landwirtschaftsakademie (Новочорторийський державний аграрний технікум).
Außerdem gibt es im Dorf, am Ufer des Slutsch, eine in der zweiten Hälfte des 19. Jahrhunderts erbaute Dampfmühle, die in den 1870er Jahren fertiggestellt wurde.
Die in industriellem Stil gestaltete erste Dampfmühle der Oblast Schytomyr wird heute als Wasserkraftwerk genutzt und steht unter Denkmalschutz. An der Flussseite hat das Gebäude 7 und an der Uferseite 5 Stockwerke.

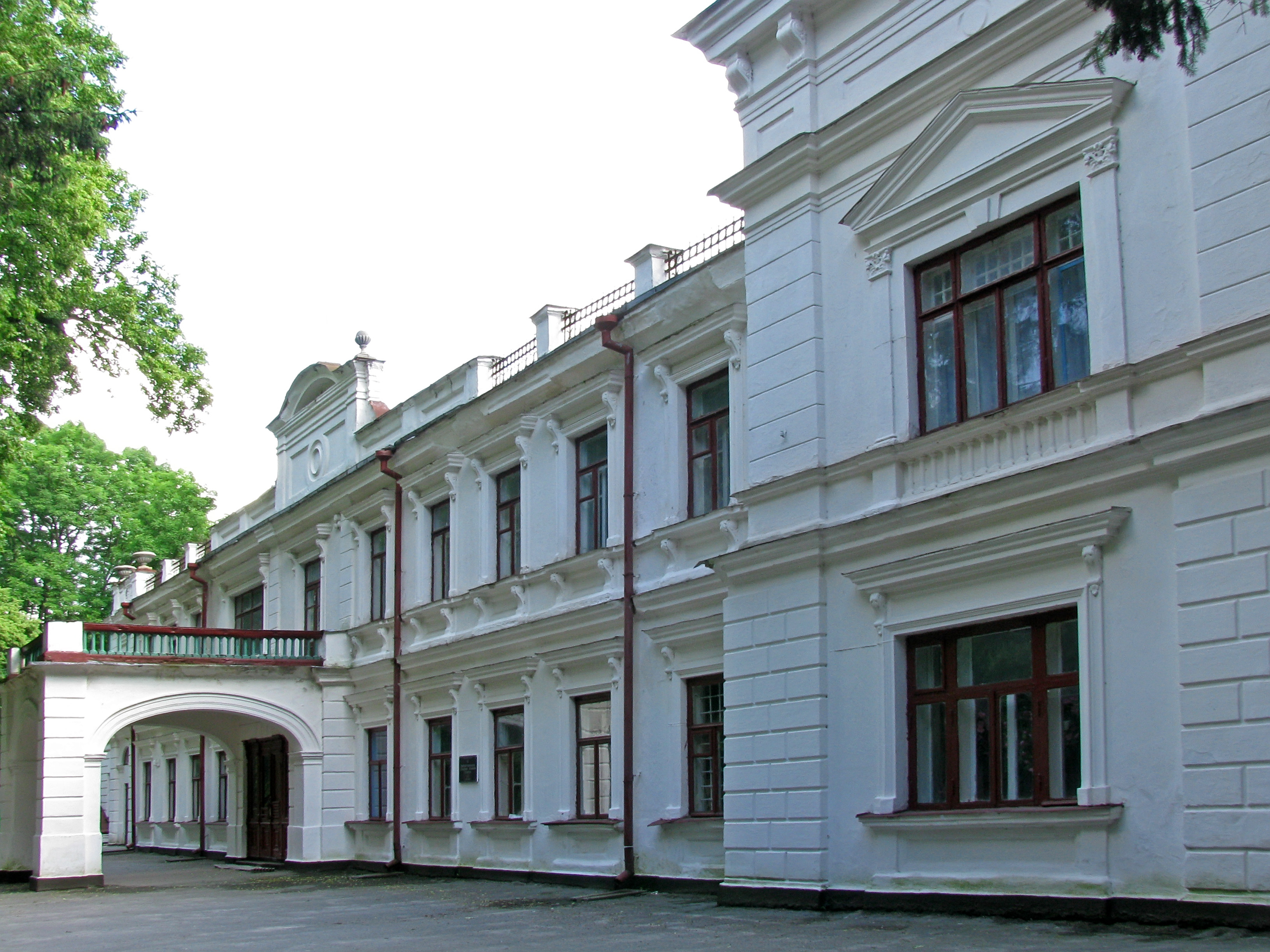
Landwirtschaftsakademie im ehemaligen Palast
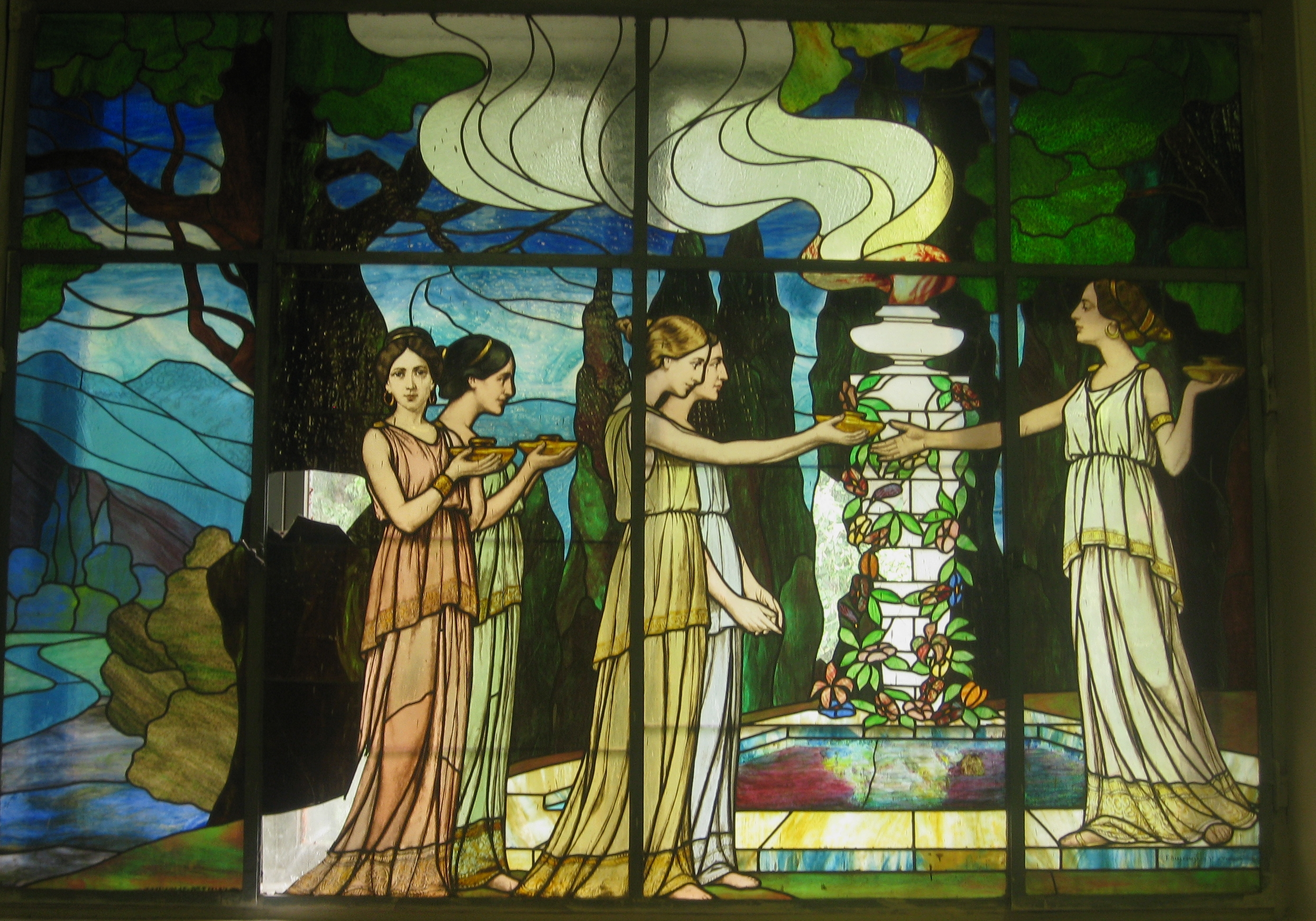
Buntglasfenster im Palast
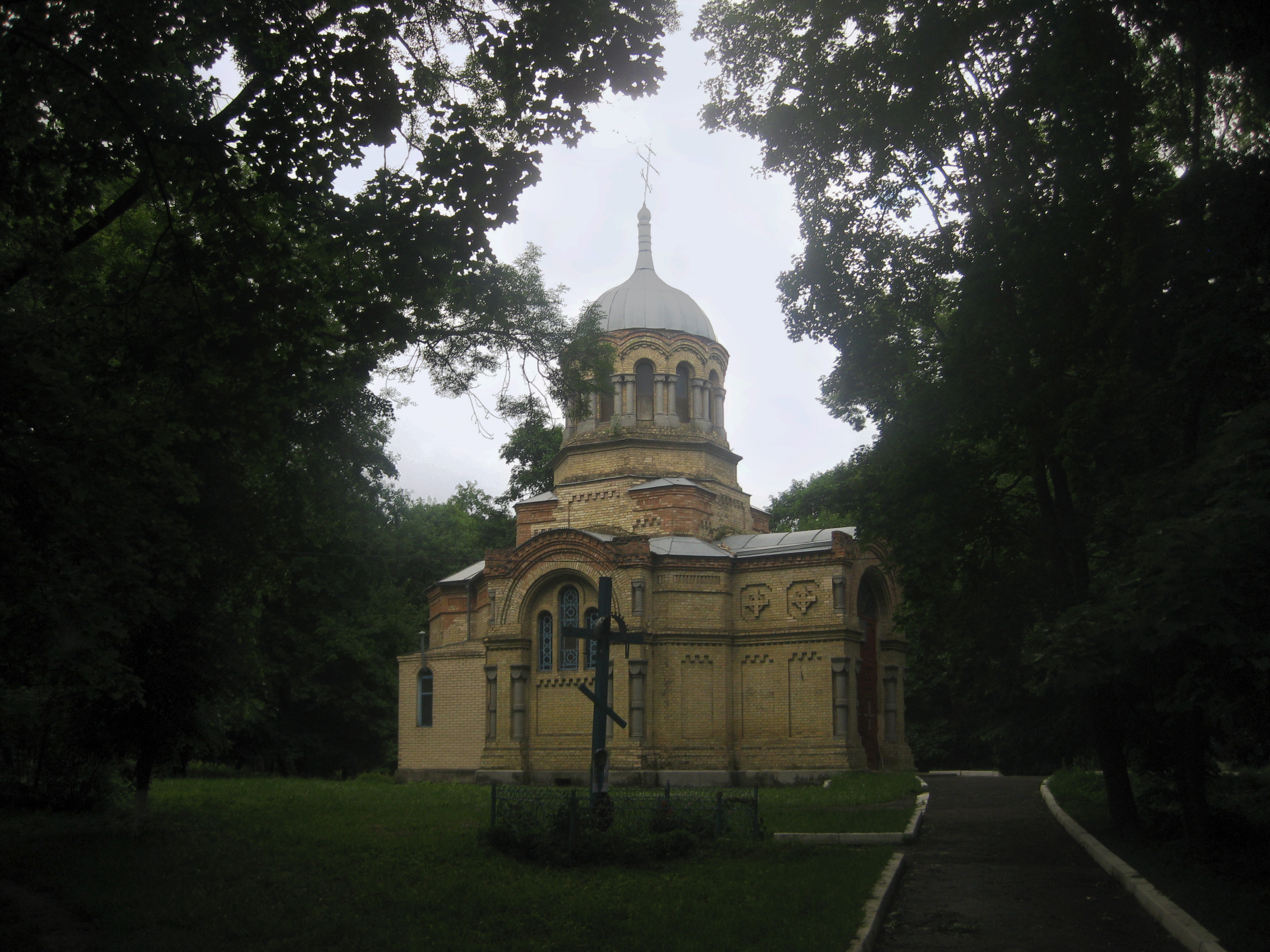
Mausoleum der Familie Orschewski im Park
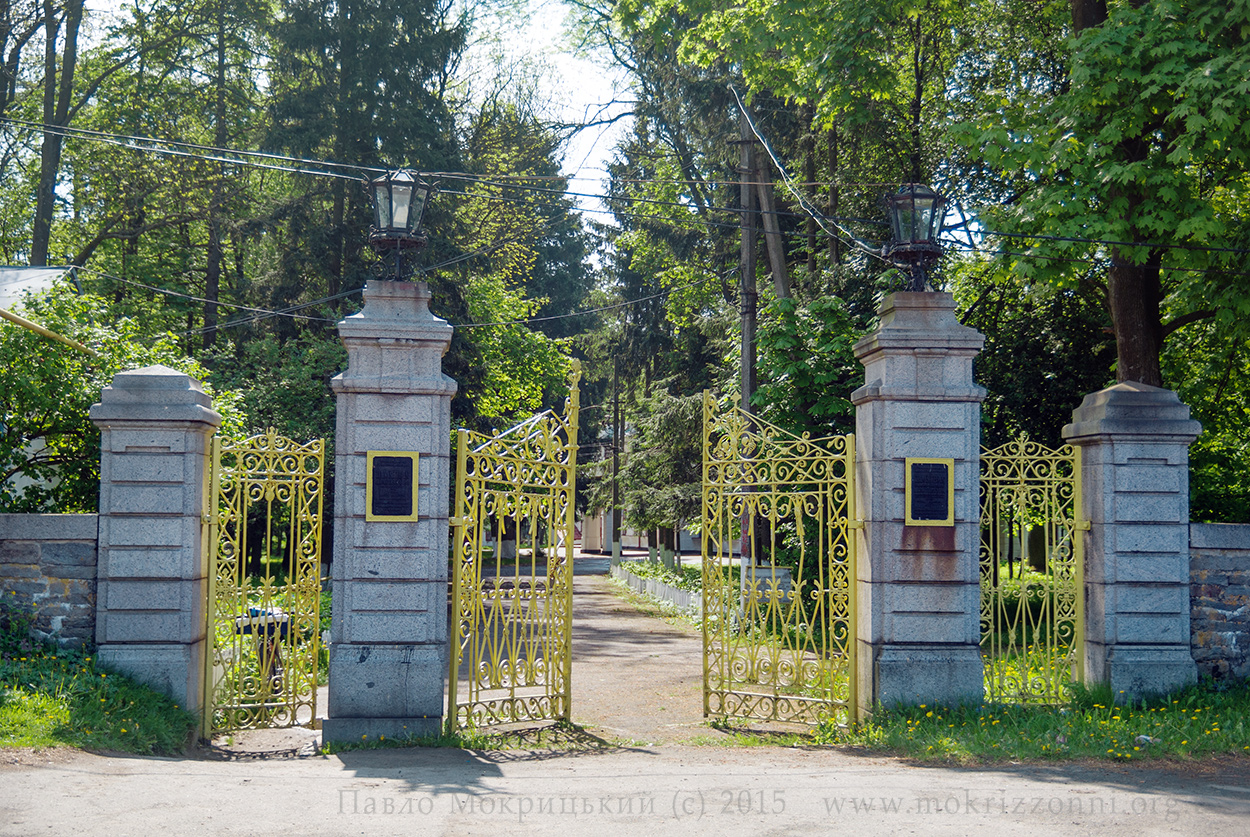
Eingang zum Park